# ادوارد نورتون
ادوارد هَریسون نورتون (انگلیسی: Edward Harrison Norton؛ زادهٔ ۱۸ اوت ۱۹۶۹) بازیگر و فیلم‌ساز آمریکایی است. پس از فارغ‌التحصیلی از کالج ییل در ۱۹۹۱، او برای چند ماه در ژاپن کار کرد و سپس به نیویورک سیتی رفت تا حرفه بازیگری را دنبال کند. او برای آغاز به کارش در تریلر سیاسی ترس کهن (۱۹۹۶) تحسین منتقدان و شهرت زودهنگامی را به دست آورد و برای آن نامزدی اسکار و جایزهٔ گلدن گلوب بهترین بازیگر نقش مکمل مرد را کسب کرد. نقش‌آفرینی او به‌عنوان نئو-نازی اصلاح‌شده در درام جنایی تاریخ مجهول آمریکا (۱۹۹۸) برایش دومین نامزدی اسکار، در رشتهٔ بهترین بازیگر نقش اول مرد را به همراه داشت. او در باشگاه مبارزه (۱۹۹۹) نیز به ایفای نقش پرداخت که بعداً به فیلمی کالت تبدیل شد.
نورتون در سال ۲۰۰۳ شرکت تولید فیلم کلاس ۵ را تأسیس کرد و کارگردان یا تهیه‌کنندهٔ کمدی رمانتیک حفظ ایمان (۲۰۰۰)، نئو-وسترن ته دره (۲۰۰۵) و درام پرده رنگی (۲۰۰۶) بود. او برای بازی در فیلم‌هایی مانند امتیاز (۲۰۰۱)، ساعت بیست و پنجم (۲۰۰۲)، شعبده‌باز (۲۰۰۶)، قلمرو طلوع ماه (۲۰۱۲) و هتل بزرگ بوداپست (۲۰۱۴) نیز مورد تحسین قرار گرفت. موفق‌ترین فیلم‌های تجاری او اژدهای سرخ (۲۰۰۲)، قلمرو بهشت (۲۰۰۵)، هالک شگفت‌انگیز (۲۰۰۸) و میراث بورن (۲۰۱۲) هستند. نورتون برای بازی در نقش بازیگری مغرور در بردمن (۲۰۱۴) و به تصویر کشیدن پیت سیگر در یک ناشناخته کامل (۲۰۲۴)  بار دیگر نامزد دریافت جایزهٔ اسکار بهترین بازیگر نقش مکمل مرد شد.
با وجود تمجید منتقدان، نورتون به‌دلیل دشوار بودن کار با او، از جمله اتفاقاتی مانند تدوین برش‌های نهایی و بازنویسی فیلم‌نامه‌ها برخلاف میل دیگر تهیه‌کنندگان، شهرت پیدا کرده‌است. او در مورد زندگی شخصی خود محتاط و هیچ علاقه‌ای به سلبریتی بودن ندارد. او علاوه بر بازیگری و فیلم‌سازی، فعال محیط زیست و کارآفرین اجتماعی است. او با شانا رابرتسون، تهیه‌کنندهٔ فیلم کانادایی، ازدواج کرده‌است.

## سال‌های نخست زندگی
ادوارد نورتون در ۱۸ اوت سال ۱۹۶۹ میلادی در بوستون ایالت ماساچوست متولد شد. مادرش معلم زبان انگلیسی و پدرش حافظ محیط زیست در آسیا بود. مادر وی در سال ۱۹۹۷ بر اثر تومور مغزی درگذشت.

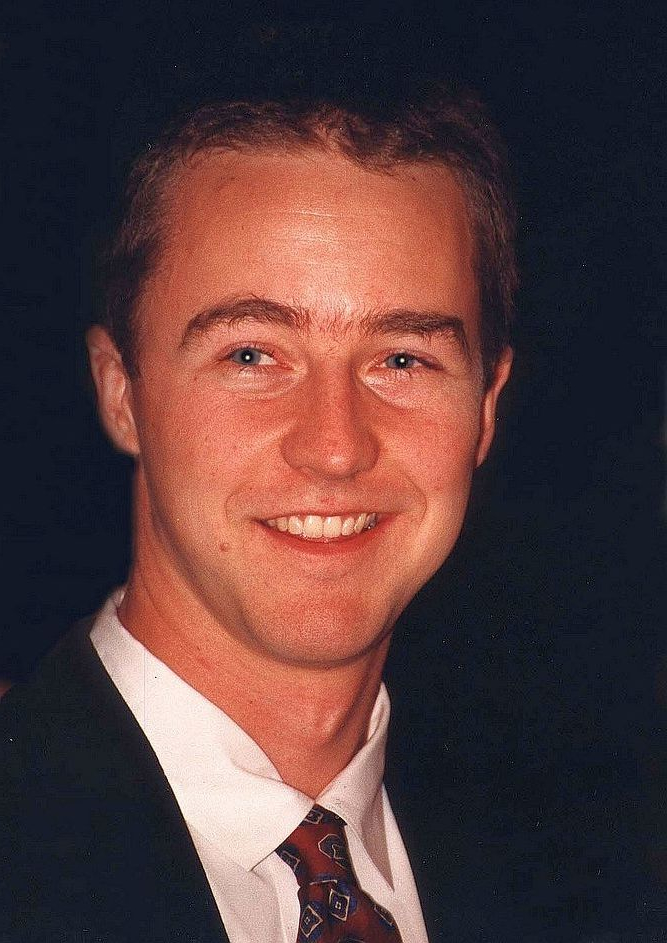
نورتون در سال ۱۹۹۷

در سال ۱۹۸۷ از دبیرستان واید لیک کلمبیا، مریلند فارغ‌التحصیل شد. او در دانشگاه ییل در کنار افرادی همچون ران لیوینگستون و پل جیاماتی مشغول فعالیت بود، تا اینکه در سال ۱۹۹۱ با مدرک کارشناسی در رشته تاریخ فارغ‌التحصیل شد. بعد از آن نورتون به‌عنوان مشاور اقتصادی در شرکت پدربزرگش در اوساکای کشور ژاپن کار می‌کرد. او حتی قادر است تا حدی ژاپنی صحبت کند.

## زندگی شخصی

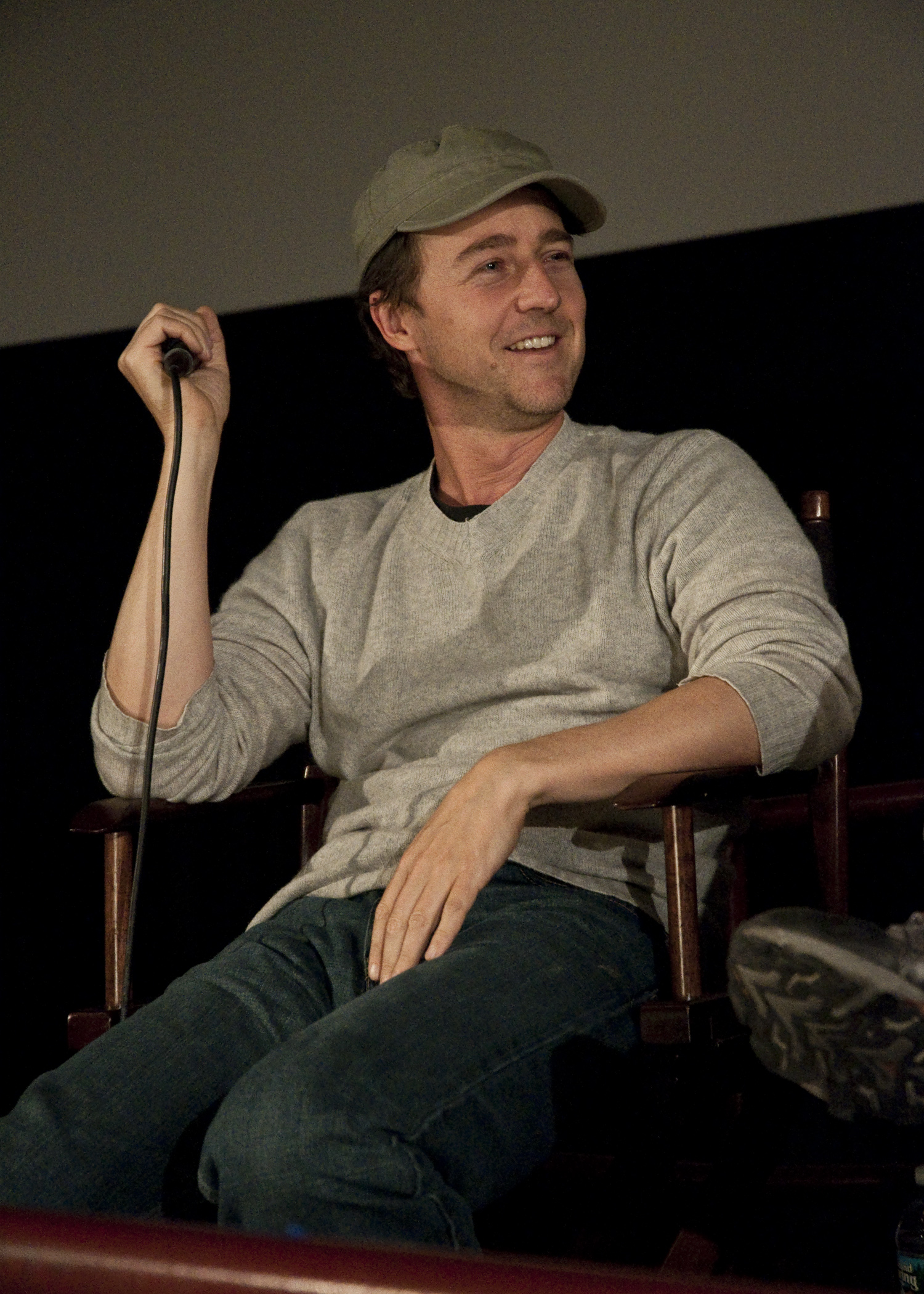
نورتون در حال صحبت

نورتون در سال ۲۰۱۲ با شانا رابرتسون (انگلیسی: Shauna Robertson) تهیه‌کننده فیلم اهل کانادا ازدواج کرده‌است. آنها یک فرزند به نام اطلس دارند که در سال ۲۰۱۳ متولد شد.
ادوارد از پذیرفتن شهرتش بیزار است. او می‌گوید: «اگر روزی نتوانم سوار مترو شوم دچار حملهٔ قلبی می‌شوم.»
او به عنوان یک دوستدار محیط زیست شناخته شده‌است و وقت و هزینهٔ زیادی را صرف منابع تجدیدپذیر کرده‌است. نورتون در نیویورک زندگی می‌کند.
در مهٔ ۲۰۱۰ وب‌گاهی به نام Crowdrise که کمک می‌کند تا برای امور خیریه پول جمع کند راه‌اندازی کرد.

## فیلم‌شناسی
| سال  | عنوان                          | نقش                       | توضیحات               |
| ---- | ------------------------------ | ------------------------- | --------------------- |
| ۱۹۹۶ | ترس کهن                        | آرون استمپلر / روی        |                       |
| ۱۹۹۶ | همه می‌گویند دوستت دارم         | هولدن اسپنس               |                       |
| ۱۹۹۶ | مردم علیه لری فلینت            | آلان آیزاکمن              |                       |
| ۱۹۹۸ | راندرز                         | Lester "Worm" Murphy      |                       |
| ۱۹۹۸ | تاریخ مجهول آمریکا             | دریک وینیارد              |                       |
| ۱۹۹۹ | باشگاه مبارزه                  | راوی                      |                       |
| ۲۰۰۰ | حفظ ایمان                      | پدر برایان فین            | کارگردان نیز بوده‌است  |
| ۲۰۰۱ | امتیاز                         | جک تلر                    |                       |
| ۲۰۰۲ | مرگ بر اسموچی                  | شلدون موپس                |                       |
| ۲۰۰۲ | فریدا                          | نلسون راکفلر              |                       |
| ۲۰۰۲ | اژدهای سرخ                     | ویل گراهام                |                       |
| ۲۰۰۲ | ساعت بیست‌وپنجم                 | مونتی بروگان              | تهیه‌کننده نیز بوده‌است |
| ۲۰۰۳ | کسب‌وکار ایتالیایی              | استیو فرازلی              |                       |
| ۲۰۰۴ | پس از غروب                     | خودش                      | Uncredited            |
| ۲۰۰۵ | قلمرو بهشت                     | بالدوین چهارم             |                       |
| ۲۰۰۵ | ته دره                         | Harlan Fairfax Carruthers |                       |
| ۲۰۰۶ | شعبده‌باز                       | آیسن‌هایم                  |                       |
| ۲۰۰۶ | پرده رنگی                      | والتر فین                 | تهیه‌کننده نیز بوده‌است |
| ۲۰۰۸ | هالک شگفت‌انگیز                 | هالک                      | همچنین در بازی        |
| ۲۰۰۸ | غرور و افتخار                  | ری تیرنی                  | تهیه‌کننده نیز بوده‌است |
| ۲۰۰۹ | اختراع دروغ                    | پلیس ترافیک               | Cameo                 |
| ۲۰۱۰ | برگ‌های علف                     | بیل کینسید/ بردی کینسید   | تهیه‌کننده نیز بوده‌است |
| ۲۰۱۰ | استون                          | جرارد «استون» گریسون      |                       |
| ۲۰۱۲ | قلمرو طلوع ماه                 | استاد پیشاهنگی رندی وار   |                       |
| ۲۰۱۲ | میراث بورن                     | اریک بیر                  |                       |
| ۲۰۱۲ | دیکتاتور                       | خودش                      | Cameo Uncredited      |
| ۲۰۱۴ | هتل بزرگ بوداپست               | هنکلس                     |                       |
| ۲۰۱۴ | بردمن                          | مایک شاینر                |                       |
| ۲۰۱۶ | سوسیس پارتی                    | سمی بگل                   | صداپیشه               |
| ۲۰۱۶ | زیبایی موازی                   |                           |                       |
| ۲۰۱۹ | آلیتا: فرشته جنگ               | نوا                       |                       |
| ۲۰۱۹ | بروکلین بی‌مادر                 | لیونل اسروگ               | کارگردان نیز بوده‌است  |
| ۲۰۲۱ | گزارش فرانسوی                  | شوفر                      |                       |
| ۲۰۲۲ | گلس آنین: یک چاقوکشی اسرارآمیز | مایلز برون                |                       |
| ۲۰۲۳ | استروید سیتی                   |                           |                       |
| ۲۰۲۴ | یک ناشناخته کامل               | پیت سیگر                  |                       |

| سال        | عنوان            | نقش                       | توضیحات                                                      |
| ---------- | ---------------- | ------------------------- | ------------------------------------------------------------ |
| ۲۰۰۰، ۲۰۱۳ | سیمپسون‌ها        | دون بردلی کشیش ایلیا هوپر | صداپیشه قسمت‌های: "The Great Money Caper" و "Pulpit Friction" |
| ۲۰۰۵       | استلا            | خودش                      | قسمت: "Pilot"                                                |
| ۲۰۰۹       | خانواده امروزی   | Izzy LaFontaine           | قسمت: "Great Expectations"                                   |
| ۲۰۱۳       | پخش زنده شنبه شب | میزبان                    | قسمت: "Edward Norton/جنل مونی"                               |

| سال  | عنوان               | نقش  | توضیحات           |
| ---- | ------------------- | ---- | ----------------- |
| ۲۰۱۳ | Spring Break Anthem | خودش | د لنلی آیلند song |

## جوایز و افتخارات

### جوایز اسکار
| سال  | اثر نامزد‌شده       | دسته                       | نتيجه    | منبع  |
| ---- | ------------------ | -------------------------- | -------- | ----- |
| ۱۹۹۷ | ترس کهن            | بهترین بازیگر نقش مکمل مرد | نامزدشده | [ ۶ ] |
| ۱۹۹۹ | تاریخ مجهول آمریکا | بهترین بازیگر مرد          | نامزدشده |       |
| ۲۰۱۵ | مرد پرنده          | بهترین بازیگر نقش مکمل مرد | نامزدشده |       |
| ۲۰۲۵ | یک ناشناخته کامل   | بهترین بازیگر نقش مکمل مرد | نامزدشده |       |

### جوایز فیلم بفتا
| سال  | اثر نامزدشده     | دسته                       | نتيجه    | منبع  |
| ---- | ---------------- | -------------------------- | -------- | ----- |
| ۱۹۹۷ | ترس کهن          | بهترین بازیگر نقش مکمل مرد | نامزدشده |       |
| ۲۰۱۵ | مرد پرنده        | بهترین بازیگر نقش مکمل مرد | نامزدشده | [ ۷ ] |
| ۲۰۲۵ | یک ناشناخته کامل | بهترین بازیگر نقش مکمل مرد | نامزدشده |       |

### یادکردها
1. ↑  Brown, Mick (April 7, 2007). "Critical moment". The Daily Telegraph. Archived from the original on March 14, 2019. Retrieved March 14, 2019.
2. ↑  Vincent, Sally (April 12, 2003). "He who calls the shots". The Guardian. Archived from the original on September 10, 2014.
3. ↑  همشهری. «زندگینامه: ادوارد نورتون (۱۹۶۹-)».
4. ↑  Fowler, Tara. "Edward Norton to guest star on 'Simpsons' as Reverend Lovejoy rival". Digital Spy.
5. ↑  "'The Simpsons': Edward Norton to guest - Inside TV - EW.com". EW.com.
6. ↑  THE 69TH ACADEMY AWARDS | 1997 Shrine Auditorium & Expo Center Monday, March 24, 1997 Honoring movies released in 1999
7. ↑  https://awards.bafta.org (به انگلیسی) https://awards.bafta.org/award/2015/film/supporting-actor. {{cite web}}: External link in |وبگاه= (help); Missing or empty |title= (help); Unknown parameter |عنوان‌= ignored (help)